# Eusebio Ferrari
Pour les articles homonymes, voir Ferrari.
Eusebio Ferrari, né le 9 octobre 1919 à Piteglio en Italie et mort le 18 février 1942  à Anzin, est un résistant communiste de la Seconde Guerre mondiale, qui s'est illustré lors de la Grève des mineurs du Nord-Pas-de-Calais (1941).

## Biographie

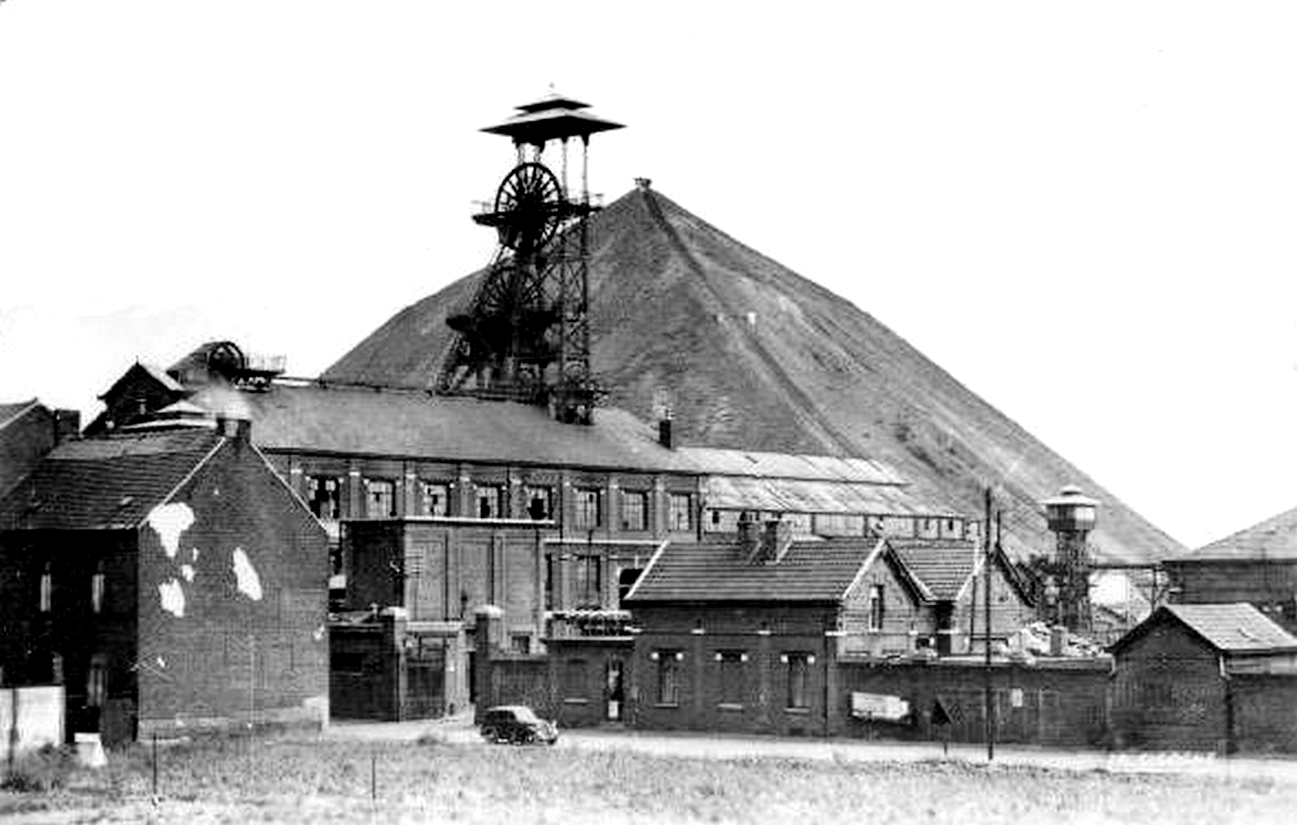
La fosse Agache vers 1920

Eusebio Ferrari naît en Toscane en 1919. Il a 4 ans quand ses parents fuient le régime fasciste de Mussolini et s'installent à Fenain pour y travailler à la fosse Agache.
Formé comme électricien qualifié, il trouve un emploi dans une verrerie d’Aniche en 1935 et l'année suivante, il adhère aux Jeunesses communistes. Il participe en 1937 aux comités d’aide à la République espagnole.
Dès le début de la Seconde Guerre mondiale, la région est occupée par l'armée nazie. Très vite le parti communiste est interdit, ce qui complique l'action de militants anciens, mais non celle de jeunes gens comme Ferrari, inconnus des services de police.
Ses premières actions relèvent plutôt de la provocation symbolique, hissant un drapeau rouge en ville ou sur le terril Agache, sur lequel on peut lire : « Courage et confiance, nous vaincrons ».
Quand les mineurs de la fosse Agache se mettent en grève le 28 mai 1941, lors de la Grève des mineurs du Nord-Pas-de-Calais (1941), Eusebio Ferrari leur apporte son soutien en imprimant et distribuant des tracts. Le 3 juin, il passe dans la clandestinité et quitte Fenain. Début juillet, il est l'un des fondateurs, avec René Denys, Félicien Joly, Jules Bridoux, de l’Organisation spéciale pour le Nord.
Le 25 août 1941, il participe à l'attaque contre l'Oasis, un café-dancing de la rue de Paris à Lille, où sont tués deux officiers allemands. Il prend part à plusieurs autres actions de résistance armée.
Le 18 février 1942, alors qu'il est cerné par la police à Anzin et tente de s'enfuir, Eusebio Ferrari est abattu d'une balle dans le dos par un gendarme français. Il est inhumé dans une tombe collective avec d'autres résistants au cimetière de Fenain.

### Famille
Eusebio Ferrari a une cousine, Ilia Ferrari, venue en France également et qui épouse à Aniche en 1933 Egidio Seghi, un antifasciste italien, communiste, membre des Brigades internationales.
Le frère d'Eusebio, Gino Ferrari, est maire de Fenain de 1978 à 1984. Sa tombe située immédiatement à côté de la tombe collective.

## Mémoire
Pour honorer sa mémoire, l'Association du souvenir d'Eusebio Ferrari et de la jeunesse résistante du Nord - Pas-de-Calais est créée en 1985 à l'initiative d'Alain Bocquet et de Fabien Thiémé, présidée depuis 2013 par Fabien Roussel maire de Saint-Amand-les-Eaux et secrétaire national du Parti Communiste Français,.
De nombreux hommages sont rendu à Eusebio Ferrari à la stèle de la Bleuse Borne, rue d'Yser à Anzin par l'Association du souvenir d'Eusebio Ferrari et de la jeunesse résistante du Nord - Pas-de-Calais avec la présence d'élu locaux, de militants communistes et des jeunesses communistes du Valenciennois.

## Distinctions
Eusebio Ferrari a été nommé chevalier de la Légion d’honneur et il a reçu à titre posthume la Médaille de la Résistance et la Croix de guerre 1939-1945 avec palme.
- Chevalier de la Légion d'honneur
- Médaille de la Résistance française
- Croix de guerre 1939-1945, palme de bronze